# منحنی براکیستکرون
در فیزیک و ریاضیات، منحنی براکیستوکرون (از یونانی باستان βράχιστος χρόνος «کوتاه‌ترین زمان») منحنی است که بین نقطه A و نقطه پایینتر B قرار دارد (جایی که B مستقیماً زیر A نیست) که در آن جسم بدون اصطکاک تنها تحت تأثیر یک میدان گرانشی یکنواخت در کوتاه‌ترین زمان ممکن به مقصد می‌رسد. این مسئله توسط یوهان برنولی در سال ۱۶۹۶ مطرح شد. این مسئله را می‌توان با استفاده از حساب تغییرات و کنترل بهینه حل نمود.

## تاریخ
پیش از این، در سال ۱۶۳۸،گالیلئو گالیله تلاش کرده بود تا مسئله مشابهی را برای مسیر سریعترین فرود از یک نقطه روی دیوار تا کتاب دو علم جدید خود حل کند. او به این نتیجه می‌رسد که کمان دایره از هر تعداد وتر آن سریعتر است.
یوهان برنولی با استفاده از روش مشابه در نظر گرفتن مسیر نوری که توسط لایه‌های شفاف با چگالی متفاوت شکسته می‌شود، مشکل را حل کرد (Mach 1893, Gardner 1984, Courant and Robbins 1996). در واقع، یوهان برنولی در ابتدا دلیلی نادرست از سیکلوئید بودن منحنی پیدا کرده بود و برادرش یاکوب را برای یافتن منحنی مورد نیاز به چالش کشید. هنگامی که یاکوب به درستی این کار را انجام داد، یوهان تلاش کرد تا اثبات را جایگزین اثبات خود کند(Boyer and Merzbach 1991, p. 417).

## راه حل یاکوب برنولی
برادر یوهان یاکوب نشان داد که چگونه می‌توان از دیفرانسیل دوم برای بدست آوردن شرایط برای کمترین زمان استفاده کرد. یک نسخه مدرن از اثبات به شرح زیر است. اگر از مسیر کمترین زمان انحراف ناچیزی داشته باشیم، برای مثلث دیفرانسیل تشکیل شده از جابجایی در طول مسیر و جابجایی‌های افقی و عمودی:
با مشتق‌گیری عبارات (با توجّه به y ثابت) خواهیم داشت:
و در نهایت با تنظیم عبارات به رابطه زیر می‌رسیم:
که در آن قسمت آخر جابجایی برای تغییر داده شده در زمان برای دیفرانسیل دوم است. حال تغییرات دو مسیر همسایه را در شکل زیر در نظر بگیرید که برای آنها فاصله افقی بین مسیرها در امتداد خط مرکزی d2x است (برای هر دو مثلث دیفرانسیل بالا و پایین یکسان است). در امتداد مسیرهای قدیم و جدید، قسمت‌هایی که با هم تفاوت دارند، هستند:
برای مسیر کمترین زمان‌ها این زمان‌ها با هم برابرند، بنابراین به تفاضل آنها می‌رسیم:
و شرط کمترین زمان بدین گونه بدست می‌آید:
که با فرض یوهان بر اساس قانون شکست موافق است.